# Zorynsk
Zorynsk (en ukrainien : Зоринськ) ou Zorinsk (en russe : Зоринск) est une ville minière de l'oblast de Louhansk, en Ukraine, dans le raïon de Perevalsk. Sa population s'élevait à 7 331 habitants en 2013. Elle est administrée par la république populaire de Lougansk.

## Géographie
Zorynsk se trouve dans le Donbass, à 55 km au sud-ouest de Lougansk, en Ukraine. La ville est située sur la rive droite de la rivière Lozovaïa, affluent droit de la rivière Lougan.

## Histoire
Il se trouvait autrefois à son emplacement le village de Manouilovka dépendant de la volost d'Elenovka dans l'ouïezd de Slavianoserbsk du gouvernement d'Ekaterinoslav. La fondation de Zorynsk remonte à 1930. La localité reçoit le statut de commune urbaine en 1934 et celui de ville en 1963.
Depuis la dislocation de l'Union soviétique, en 1991, l'Ukraine éprouve de sérieuses difficultés économiques et sociales, notamment dans les villes minières du Donbass. En 2003, 164 habitants de Zorynsk demandèrent l'asile politique à dix-neuf pays occidentaux, estimant que leurs droits constitutionnels étaient violés en Ukraine, où ils étaient privés de chauffage, d'eau courante et de gaz depuis plusieurs années, rendant leur vie insupportable. En 2006, la situation ne s'était guère améliorée, mais les habitants tentaient de s'adapter avec des poêles à bois ou en allant passer l'hiver dans des régions moins froides. Par ailleurs, les salaires des mineurs de la mine « Nikanor-Novaïa » étaient particulièrement faibles, une situation dénoncée par les associations de défense des droits de l'homme en 2007. La ville entre dans la république populaire de Lougansk au printemps 2014.

## Population
| 1939   | 1959    | 1970    | 1979   | 1989   |
| ------ | ------- | ------- | ------ | ------ |
| 4 630* | 12 106* | 10 650* | 9 393* | 9 776* |

| 2001   | 2010  | 2011  | 2012  | 2013  |
| ------ | ----- | ----- | ----- | ----- |
| 8 838* | 7 622 | 7 532 | 7 447 | 7 331 |

## Économie
L'extraction du charbon est la principale activité de Zorynsk. Elle est réalisée par la société Louganskougol (en russe : Луганскуголь), qui exploite la mine « Nikanor-Novaïa » (en russe : Никанор-Новая)